# 青森県立大間高等学校
青森県立大間高等学校（あおもりけんりつ おおまこうとうがっこう）は、青森県大間町大字大間字大間平にある県立高等学校。

## 特徴
- 本州で最北端に位置する高等学校。
- 北海道にある北海道松前高等学校、北海道福島商業高等学校よりも北に位置する。

## 沿革
- 1974年 - 開校
- 1975年 - 校舎落成と同時に定時制課程開設
- 1976年 -  野球場・陸上競技場・テニスコート完成
- 1978年 -  同窓会を結成
- 1980年 - 体育用具庫および屋外便所完成
- 1984年 - 第１体育館において折りたたみ式ステージ新設
- 1994年 - パソコンを設置
- 1995年 - 屋外部室を新築および第１体育館等大規模改修実施
- 1996年 - 校舎を大規模改修実施
- 1999年 - 第２体育館暖房設備改修
- 2000年 - パソコン実習室と礼法室改修
- 2002年 - 定時制課程閉校
- 2012年 - 第二体育館 耐震工事完了
- 2019年 - 「地域校」として位置付け
- 2020年 - 「性によらない名簿」を採用

## 部活動

### 運動部
- 硬式野球部
- バレーボール部
- テニス部
- 陸上競技部
- バスケットボール部

### 文化部
- 吹奏楽部
- 商業クラブ
- ボランティア活動部
- 総合文化同好会
- めんちょこ活動部

## アクセス
- JR東日本 大湊線 下北駅より下北交通｢佐井車庫行｣で、｢県営住宅｣バス停下車。
- 大間フェリーターミナルよりタクシーで7分。[1]

## 主な出身者
- 三遊亭大楽（落語家）